# Schmiechener See
Schmiechener See este o arie protejată (sit de importanță comunitară — SCI, arie de protecție specială avifaunistică — SPA) din Germania întinsă pe o suprafață de 73,6 ha, integral pe uscat.

## Localizare
Centrul sitului Schmiechener See este situat la coordonatele 48°21′04″N 9°44′13″E / 48.3511°N 9.7369°E.

## Înființare
Situl Schmiechener See a fost declarat arie de protecție specială avifaunistică în martie 2001 pentru a proteja 12 specii de animale. Situl a fost protejat și ca sit de importanță comunitară în martie 2001.

## Biodiversitate
Situată în ecoregiunea continentală, aria protejată nu include niciun habitat protejat.
La baza desemnării sitului se află mai multe specii protejate de  păsări (12): rață lingurar (Anas clypeata), rață mică (Anas crecca crecca), rață cârâitoare (Anas querquedula), Ardea purpurea purpurea, rață-cu-cap-castaniu (Aythya ferina), buhai de baltă (Botaurus stellaris stellaris), erete de stuf (Circus aeruginosus), Porzana parva parva, cresteț pestriț (Porzana porzana), Rallus aquaticus aquaticus, Tachybaptus ruficollis ruficollis, nagâț (Vanellus vanellus)